# Покоробленность древесины
Покоробленность древесины — изменение формы древесного сортимента при выпиловке, сушке или хранении. Является одним из пороков древесины.
Покоробленность при сушке древесины, как правило, возникает вследствие разницы усушки в тангентальном и радиальном направлениях. Продольная покоробленность может также являться следствием наличия в сортименте косослоя, креневой или тяговой древесины или крупных сучков. При сушке древесины всегда в большей степени усыхает периферийная, то есть заболонная сторона пиломатериала, соответственно, в эту же сторону и происходит изгиб. Величина покоробленности изменяется при высыхании и увлажнении древесины.
Поперечная и продольная покоробленности могут возникнуть и при распиловке древесины вследствие сохраняющихся в ней остаточных напряжений. Наблюдается коробление при обработке высушенных пиломатериалов: одностороннем фрезеровании, распиловке доски по толщине и т. п.. При распиловке, например, буковых брёвен, вследствие остаточных внутренних напряжений роста могут получиться доски, имеющие продольную покоробленность. Погнуться сортименты могут и при длительном хранении в штабеле в изогнутом состоянии. 
Данный порок затрудняет использование древесного материала по назначению вплоть до его полной непригодности, снижает качество лесоматериалов и изделий, увеличивает количество отходов и осложняет обработку. Для уменьшения коробления доски сушат в зажатом виде, подбирая режим, не вызывающий появления больших внутренних напряжений; для снятия остаточных напряжений сушки должна применяться конечная влаго- и теплообработка. Для исключения коробления при склеивании необходим правильный подбор соседних элементов.

## Измерение покоробленности
Продольная покоробленность измеряется отношением наибольшей по длине сортимента стрелы прогиба к общей длине покоробленности и выражается в процентах.
Поперечная покоробленность измеряется отношением наибольшей стрелы прогиба к ширине пиломатериала и выражается в процентах.
Крыловатость измеряется наибольшим отклонением поверхности сортимента от плоскости и выражается в миллиметрах.
В клеёной фанере покоробленность определяется на горизонтальной плоскости при помощи линейки, установленной по диагонали листа, и выражается в сантиметрах на 1 погонный метр длины диагонали.

## Классификация покоробленностей

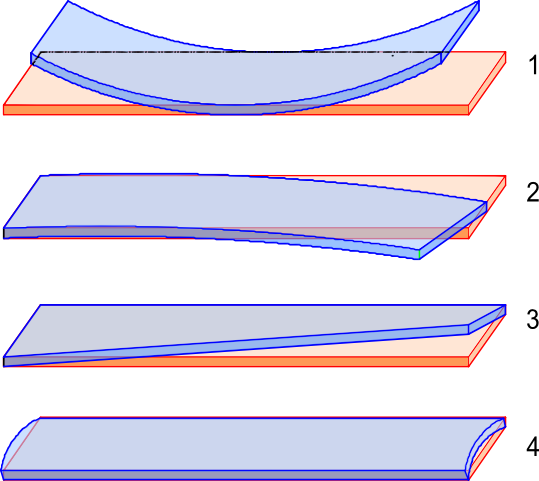
1 — Продольная покоробленность по пласти
2 — Продольная покоробленность по кромке
3 — Крыловатость
4 — Поперечная покоробленность

- Продольная покоробленность по пласти — покоробленность по длине в плоскости, перпендикулярной пласти; то есть доска изгибается в сторону пласти. По сложности различается как:
  - простая покоробленность — продольная покоробленность по пласти, характеризующаяся только одним изгибом; и
  - сложная покоробленность — продольная покоробленность по пласти, характеризующаяся несколькими изгибами.
- Продольная покоробленность по кромке — покоробленность по длине в плоскости, параллельной пласти — доска загибается в сторону кромки.
- Поперечная покоробленность — изменение формы поперечного сечения материала. Характер изменения зависит от места выпиловки пиломатериала из бревна и расположения годовых колец на поперечном сечении. Доска, изготовленная из периферической части бревна, принимает форму жёлоба, при этом загиб краёв всегда происходит в наружную, заболонную сторону. Поперечное сечение бруска, годичные кольца в котором идут наискосок, становится ромбическим; если же они идут поперёк, то форма сечения не меняется. У материала, выпиленного из сердцевинной части, края становятся тоньше середины.
- Крыловатость, или винтовая покоробленность (неофиц.) — спиральная покоробленность по длине. Может появиться при ускоренной сушке как результат неравномерной отдачи влаги разными частями пиломатериала. Также частным случаем крыловатости является скручивание косослойных круглых лесоматериалов, например, столбов.